# Reserva Natural de Luhasoo

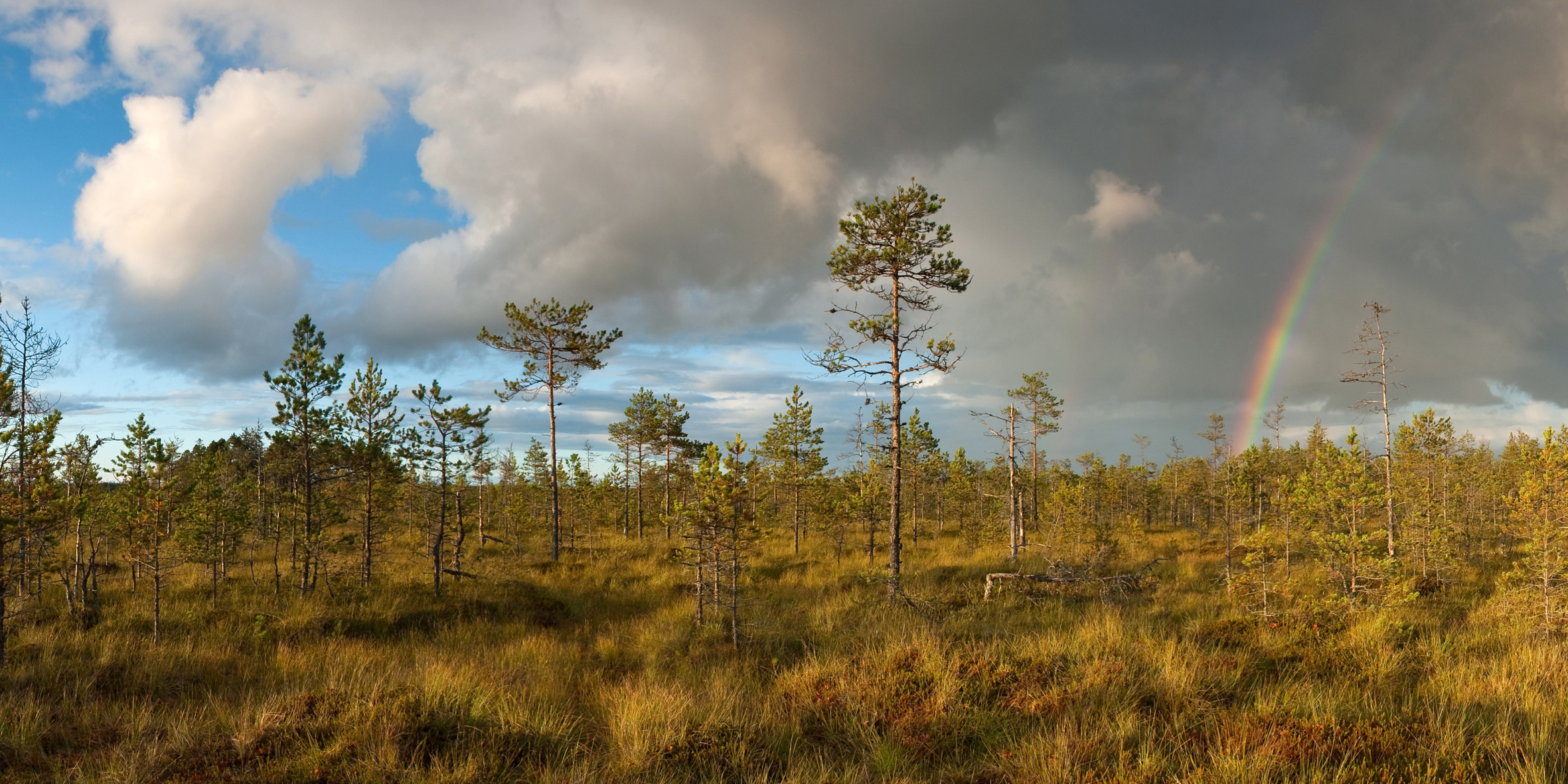
Luhasoo

A Reserva Natural de Luhasoo é uma reserva natural localizada no condado de Võru, na Estónia.
A área da reserva natural é de 711 hectares.
A área protegida foi fundada em 1981 com base na Área de Conservação de Zonas Húmidas de Luhasoo. Antes de 2000, a área foi designada como Área de Conservação da Paisagem de Luhasoo.